# Fédération sociale démocratique
La Social Democratic Federation fut la première véritable organisation socialiste du Royaume-Uni. Elle fut fondée le 7 juin 1881 par Henry Hyndman avec comme premier nom Democratic Federation. Elle devint Social Democratic Federation lors de son quatrième congrès annuel, le 4 août 1884.

## Histoire

### Crise de 1884
Durant l'été 1883, la Democratic Federation d'Henry Hyndman commença à se rapprocher du socialisme en publiant un pamphlet intitulé Socialism Made Plain (Le Socialisme expliqué simplement). Le 11 janvier 1884, la fédération réunit ses membres dans un hôtel de Fleet Street. Edward Aveling et Eleanor Marx étaient présents. Hyndman annonça alors le lancement de l'organe hebdomadaire du mouvement Justice. La réunion fut aussi l'occasion d'une vive discussion sur les actions que pourraient mener les socialistes. Aveling suggéra de jouer le jeu démocratique. Cependant, une motion plus révolutionnaire fut adoptée. Elle considérait que tous les moyens étaient bons pour arriver à l'émancipation des travailleurs.
Très vite cependant, des dissensions se développèrent au sein de la Democratic Federation. Dès le congrès de janvier 1884, une opposition était née entre partisans du jeu démocratique et partisans de la manière forte. Les premiers se regroupaient autour d'Hyndman et de Justice ; les seconds étaient proches de Belfort Bax, un internationaliste, et de la revue To-Day (qui avait commencé à publier le Capital de Marx). William Morris n'avait alors pas encore choisi son camp. Engels, qui détestait Hyndman, refusa les offres de collaboration à Justice, mais accepta celles de To-Day où Eleanor et Edward Marx-Aveling écrivaient régulièrement. La querelle s'envenima en mars-avril 1884, sur plusieurs plans. Une cérémonie était prévue en mars au cimetière de Highgate, pour célébrer le premier anniversaire de la mort de Marx ainsi que la mémoire de la Commune. Hyndman, d'abord pressenti pour y faire un discours, déclina, déclarant qu'il refusait la « canonisation des individus », contraire à l'idée socialiste. Il fut remplacé par Aveling. La manifestation, autour de 5 000 personnes et le discours d'Aveling furent un succès, malgré l'interdiction d'entrer dans le cimetière, gardé par 500 policiers. En parallèle, dans To-Day, Eleanor Marx écrivit début mars, que le Times avait refusé de publier une de ses lettres défendant son père. Immédiatement, Hyndman écrivit dans Justice que To-Day avait des choses plus importantes à faire que de se mêler d'une si piètre controverse ou que de publier les diatribes d'Aveling sur le socialisme chrétien. En effet, le militantisme athée de ce dernier gênait Hyndman qui y voyait un danger pour la popularité de son mouvement. En avril, To-Day répondit en pointant les préjugés racistes d'Hyndman dans son Historical Basis of Socialism in England. Enfin, les divisions dans le socialisme mondial eurent des répercussions au sein de la SDF. Les possibilistes de Brousse avaient reçu le soutien des syndicalistes britanniques et de Henry Broadhurst lors de leur conférence internationale de 1883. Aussi, l'année suivante, les marxistes convoquèrent une conférence à Roubaix, en vue de préparer un congrès de recréation de l'Internationale. Mi-mars 1884, une réunion de la SDF fut organisée afin de déterminer la réponse que l'organisation ferait à l'invitation à Roubaix. Hyndman se déclara contre toute participation. Bien sûr, Eleanor Marx se positionna en faveur de l'envoi de délégués. Cette dernière motion approuvée, la discussion porta sur le choix des personnes. Hyndman refusait Bax, par principe, car il n'était pas ouvrier. Aveling fit donc proposer Bax, qui fut choisi, en même temps qu'un fidèle de Hyndman, l'ouvrier Harry Quelch (en). En mai, la conférence de Roubaix décida de convoquer le congrès de recréation de l'Internationale à Londres l'année suivante, à la grande joie d'Eleanor Marx.
Le conflit se déplaça ensuite sur la traduction du Capital de Marx. La traduction « officielle », approuvée par Engels, celle de Samuel Moore avançait doucement. Edward Aveling avait été recruté pour travailler sur le premier chapitre, tandis qu'Eleanor Marx vérifiait les traductions des extraits que son père avait déjà publiées. En parallèle, To-Day proposait sa traduction et Hyndman voulait lancer la sienne. Il gagna cette fois-ci. En effet, To-Day souffrait de problèmes financiers. Hyndman s'offrit pour le sauver, à la double condition que Bax fût remplacé par un de ses proches H. H. Champion et que la publication du Capital cessa. Le rédacteur en chef fut changé et à partir de juillet 1884, les Marx-Aveling n'écrivaient plus pour To-Day. Ils pensèrent pouvoir se rabattre sur Progress, mais son rédacteur en chef historique, George William Foote, libéré de prison une fois sa peine pour blasphème purgée, reprit le journal en mains. Il n'était pas socialiste et était un fidèle de la National Secular Society. À partir de novembre 1884, les Marx-Aveling perdirent leur accès à cet organe de presse.
Lors du quatrième congrès de la Democratic Federation, celle-ci décida de changer son nom pour devenir Social Democratic Federation, le 4 août 1884. Seul Edward Aveling était présent à cette occasion. Cependant, il réussit à faire élire son couple au conseil exécutif et à faire adopter une motion refusant l'action démocratique, donc une motion anti-Hyndman. Il fut décidé de rédiger un nouveau programme pour le mouvement. Les discussions traînèrent en longueur, à cause des dissensions. William Morris jouait de plus en plus les conciliateurs entre les deux camps opposés. Il penchait plutôt vers la faction Marx-Aveling-Bax, même s'il trouvait que la proposition d'Aveling de séparation de l'Église anglicane et de l'État était une ineptie. Finalement, un compromis fut trouvé en octobre. Il refusait presque complètement le parlementarisme. Il essayait aussi de rapprocher le mouvement du Trades Union Congress, comme cela avait été le cas pour l'Internationale précédemment. On lit ici l'influence des Marx-Aveling.
Septembre 1884 fut marqué par un regain de tensions entre la tendance Marx-Aveling et la tendance Hyndman. Les soucis financiers qu'Aveling avait avec la NSS le rattrapèrent à la SDF. En effet, Charles Bradlaugh l'accusa de malversations financières et exigea qu'il remboursât les dettes qu'il avait contractées au nom de la NSS. John Burns, proche d'Hyndman, souleva au bureau exécutif la question morale du maintien d'Aveling au sein du bureau, étant donné les accusations dont il était l'objet. Le problème traîna pendant tout le mois et ne fut pas complètement résolu.
Les tensions au sein de la SDF arrivèrent à leur apogée en décembre 1884, provoquant la rupture. Le congrès de recréation de l'Internationale prévu pour mars 1885 à Londres s'approchait. Hyndman y était fermement opposé tandis qu'Eleanor Marx s'y impliquait, ayant même invité sa sœur Laura Lafargue. Les bureaux exécutifs qui discutaient de la question finissaient en échanges d'invectives. Hyndman devenait paranoïaque : il avait reçu deux lettres, signée de la même personne, mais aux écritures différentes, l'invitant à Paris. Il déclara qu'elles étaient des faux, de la main des sœurs Marx qui voulaient l'attirer à Paris pour l'éliminer. L'inimitié entre Hyndman et Andreas Scheu (de) fut l'élément déclencheur. Ce dernier, exilé en Écosse, y avait fondé une Scottish Land and labour League, qui tentait de rester autonome vis-à-vis de la SDF londonienne. Scheu considérait publiquement en effet qu'Hyndman était un nationaliste. Inversement, Hyndman accusait Scheu d'être un anarchiste toujours proche de Johann Most, avec qui il avait pourtant rompu. À Londres, tous les adversaires d'Hyndman se retrouvaient chez les Marx-Aveling. Ils invitèrent Scheu à venir plaider sa cause devant le bureau exécutif, le 23 décembre 1884. La discussion fut à nouveau houleuse. Le vote de confiance pour Scheu se mua en vote de défiance contre Hyndman. Le vote fut cependant repoussé au 27 décembre. Aveling et Morris se tournèrent vers Engels. Ce dernier condamna la façon (qualifiée de bismarckienne) dont Hyndman gérait la SDF. Mais, il ne considérait pas Aveling, Morris et Bax, « deux poètes et un philosophe », capables de mieux la diriger.
Lors du bureau du 27 décembre, la motion de défiance contre Hyndman fut adoptée par une courte majorité de dix voix contre huit. Les majoritaires publièrent alors une déclaration critiquant l'attitude dictatoriale de Hyndman et annonçant leur démission. En effet, leur majorité au sein du bureau était très courte et ils n'étaient pas sûrs de convaincre les adhérents de base. Le 30 décembre, Eleanor Marx-Aveling, Edward Aveling, Belfort Bax et William Morris formèrent la Ligue socialiste, avec un programme de « socialisme révolutionnaire international ». Son mensuel Commonweal parut à partir de février 1885, financé par Morris qui était aussi rédacteur en chef, tandis qu'Aveling était rédacteur adjoint.

### Fin de mouvement
Elle se fondit en 1911 dans le British Socialist Party.

## Membres
La Social Democratic Federation compta parmi ses membres, à un moment où à un autre de son histoire :
- Henry Hyndman
- William Morris
- Annie Besant
- Edward Aveling
- Eleanor Marx
- Hubert Bland
- John Burns
- James Connolly
- Walter Crane
- Ramsay MacDonald
- Tom Mann
- Herbert Burrows
- Helen Taylor
- Edward Carpenter
- George Lansbury.